# 波克羅夫斯凱 (斯瓦托韋區)
49°43′48″N 38°13′39″E / 49.73000°N 38.22750°E
波克羅夫斯凱（烏克蘭語：Покровське）是位於烏克蘭東部的村莊，由盧甘斯克州斯瓦托韋區的特羅伊齊克市鎮負責管轄。該村始建於1821年，面積98.5平方公里，海拔高度99米，2001年人口1,968，人口密度每平方公里20人。